# Accipiter nanus
Accipiter nanus là một loài chim trong họ Accipitridae.